# Louise Simonson
Louise Simonson, pseudonimo di Mary Louise Alexander (Atlanta, 26 settembre 1946), è una fumettista statunitense.
È conosciuta per i molti lavori sulle testate della Marvel quali Power Pack (1984-1988), X-Factor, New Mutants (dal 1987 al 1991) e della DC Comics Superman: The Man of Steel (1991-1999).
Tra i personaggi dei fumetti che ha co-creato ci sono Cable, Steel, il Power Pack, Rictor, Doomsday e il villain degli X-Men Apocalisse.
In riconoscimento dei suoi contributi ai comics, la Comics Alliance ha annoverato Simonson tra le dodici fumettiste meritevoli di un riconoscimento alla carriera.

## Biografia
Nel 1964, mentre frequentava il Georgia State College, Louise conobbe il compagno di studi Jeffrey Catherine Jones.I due iniziarono a frequentarsi e si sposarono nel 1966. La loro figlia Julianna nacque l'anno successivo. Dopo la laurea, la coppia si trasferì a New York. Louise fece da modella per l'artista Bernie Wrightson, per la copertina di House of Secrets #92 della DC Comics (giugno-luglio 1971), la prima apparizione di Swamp Thing, e venne assunta da McFadden-Bartell, un editore e distributore di riviste, per cui lavorò per tre anni. Lei e Jones si separarono durante questo periodo, ma lei continuò a usare il nome Louise Jones per diversi anni in seguito.
Louise incontrò lo scrittore e disegnatore di fumetti Walt Simonson nel 1973, iniziò a frequentarlo nell'agosto 1974 e lo sposò nel 1980. Collaborarono a X-Factor dal 1988 al 1989 e hanno fatto insieme un cameo nel film di Thor del 2011.

### Carriera

#### Editor di fumetti
Nel 1974, Louise Jones iniziò la sua carriera professionale nel campo del fumetto alla Warren Publishing. Passò da assistente a caporedattrice della linea di fumetti (Creepy, Eerie e Vampirella) prima di lasciare l'azienda alla fine del 1979.
Nel gennaio 1980 entrò a far parte della Marvel Comics, dove inizialmente lavorò ancora come editor, in particolare su Uncanny X-Men, che curò per quasi quattro anni (#137–182). La Simonson (ancora come "Louise Jones") supervisionò un altro spin-off degli X-Men, The New Mutants, al suo debutto nel 1983. Dopo aver lasciato la serie, ha avuto un "cameo" in New Mutants # 21, disegnata come ospite di un pigiama party dall'artista Bill Sienkiewicz. Durante questo periodo, ha anche fatto da editor per i fumetti Marvel di Star Wars e Indiana Jones.
Nel 2017 ha curato la graphic novel Son of Shaolin per Image Comics.

#### Sceneggiatrice
Alla fine del 1983, lasciò il suo lavoro di editing alla Marvel per provare a scrivere a tempo pieno sotto il nome Louise Simonson. Creò Power Pack, vincitore di un Eagle Award. La testata, che debuttò nell'agosto 1984, presentava le avventure di quattro supereroi pre-adolescenti. La Simonson scrisse la maggior parte dei primi quaranta numeri del titolo, colorando anche un numero (il #18). Altre sue sceneggiature per i fumetti Marvel sono apparse in Starriors, Marvel Team-Up, Web of Spider-Man, e Red Sonja. Louise collaborò con suo marito Walt Simonson colorando la sua storia "Star Slammers " in Marvel Graphic Novel #6 (1983).

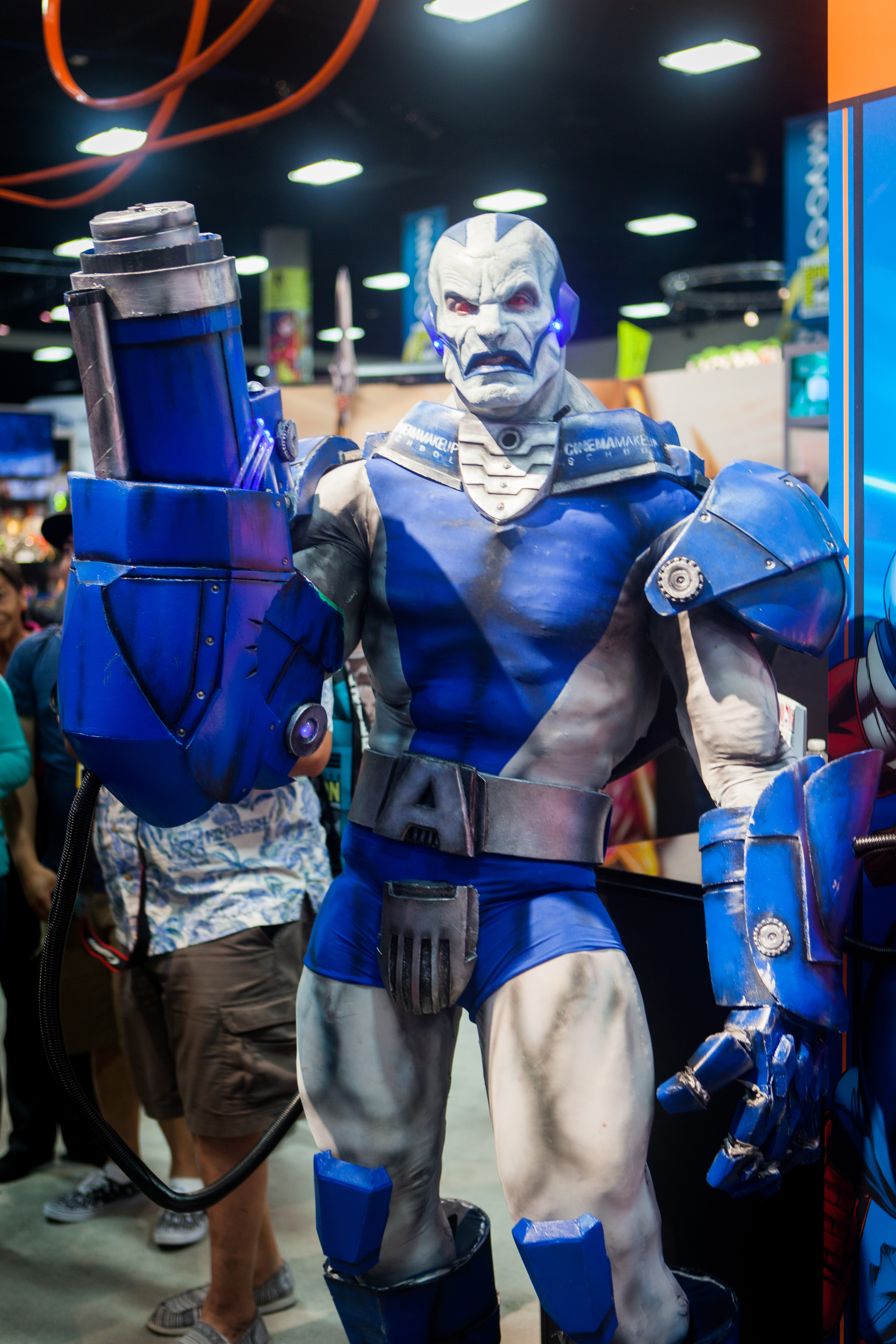
Cosplay del 2014 di Apocalisse, avversario degli X-men concepito da Louise Simonson.

Nel 1986 Bob Layton, sceneggiatore dello spin-off di X-Men X-Factor, era in ritardo su una scadenza, e la Simonson è stato chiamato per scrivere un fill-in. Questa storia non fu pubblicata, dal momento che Layton alla fine consegnò la sua storia in tempo, ma mentre la scriveva la Simonson si trovò ispirata dai personaggi, al punto da portare un elenco delle sue idee all'editor Bob Harras nella speranza che Layton potesse usarle per la serie. Invece, Layton finì per abbandonare X-Factor poco dopo, e su suggerimento di Chris Claremont e Ann Nocenti, Harras scelse la Simonson come sua sostituta. Nel numero 6, il suo primo numero, lei e il disegnatore Jackson Guice hanno introdotto Apocalisse, un personaggio che avrebbe continuato a fare ripetute apparizioni nel franchise degli X-Men. Dal numero 10 del titolo, fu affiancata da suo marito Walt alle matite. Nel #25, i due artisti conferirono al personaggio, Angelo, la pelle blu e le ali di metallo in un processo che ha portato al suo nome di "Arcangelo". Fu su suggerimento della Simonson che l'idea della storia del "Massacro mutante" dello scrittore di X-Men Chris Claremont fu trasformata in un crossover dipanato su tutte le testate affiliate agli X-men, il primo del suo genere. La sua gestione di X-Factor includeva puntate rilevanti del "Massacro mutante" e i successivi crossover "La caduta dei mutanti", "Inferno" e "X-Tinction Agenda". Concluse la sua gestione della serie con il numero #64 nel 1991.
Nel 1987, a partire dal numero 55, divenne la sceneggiatrice di New Mutants. Similmente a X-Factor, fu originariamente introdotta come scrittrice supplente in modo che Chris Claremont potesse lanciare altri due titoli, ma finì per scrivere la serie per tre anni e mezzo, fino al numero 97 nel 1991. Fu durante questo incarico che lei e il disegnatore Rob Liefeld introdussero Cable, un altro personaggio importante nel franchise di X-Men. Nel 1988-89, lei e suo marito co-scrissero la miniserie Havok and Wolverine : Meltdown dipinta da Jon J Muth e Kent Williams.

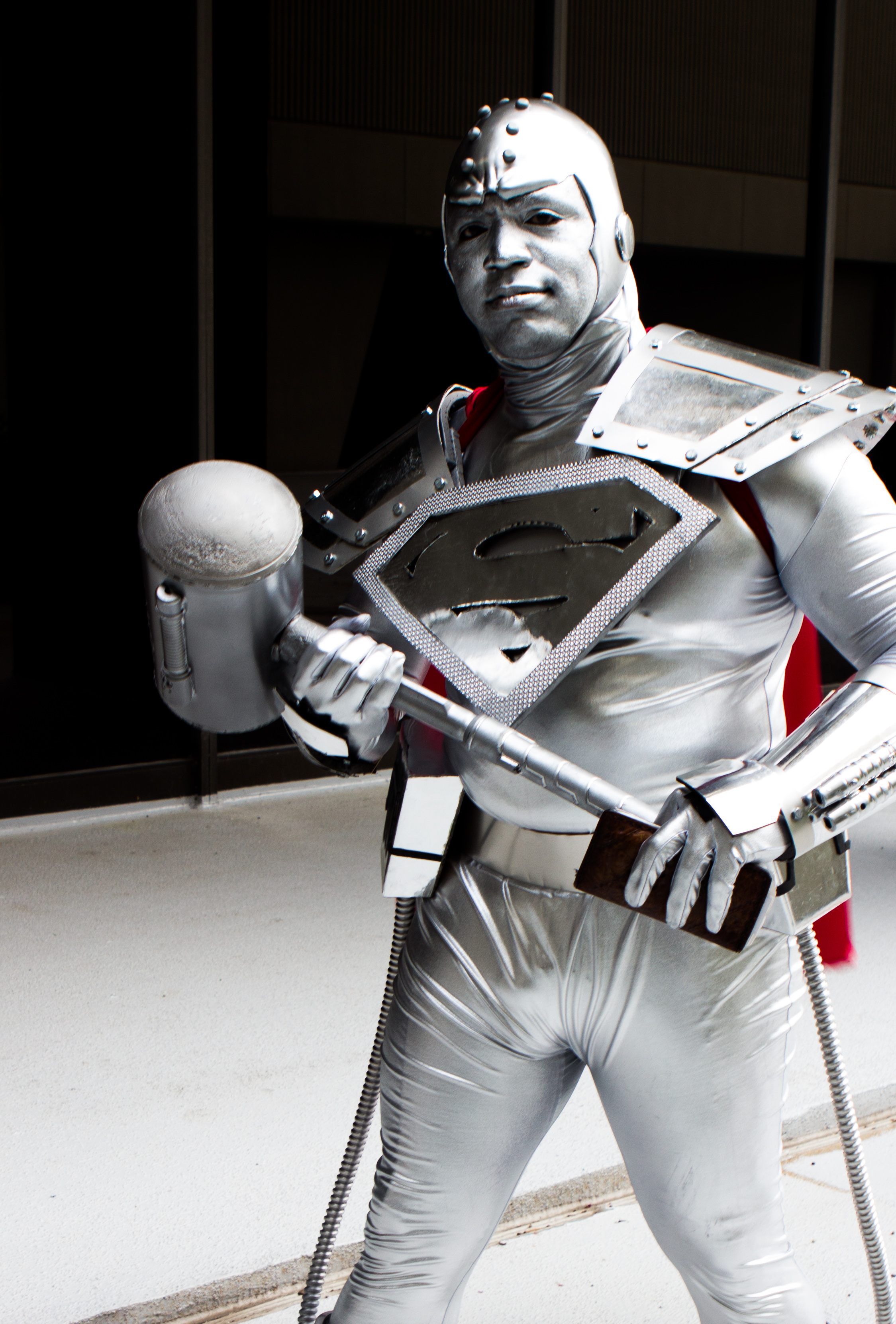
Cosplay del 2013 di Acciaio, epigono di Superman concepito da Louise Simonson.

Nel 1991, la Simonson iniziò a scrivere per la DC Comics. Lei, l'artista Jon Bogdanove e l'editor Mike Carlin lanciarono una nuova testata di Superman, Superman: The Man of Steel, serie che scrisse per otto anni fino al numero 86 nel 1999. Contribuì a storyline come "Panic in the Sky" nel 1992. In seguito nello stesso anno, la Simonson (insieme a Carlin, Dan Jurgens, Roger Stern e altri) fu una dei principali artefici della saga "La morte di Superman", in cui Superman morì e tornò in vita. Fu durante quella trama, in The Adventures of Superman #500 (giugno 1993), che Simonson e Bogdanove introdussero il loro personaggio Steel, che ottenne una testata personale nel febbraio 1994, con la Simonson come sceneggiatrice fino al n. 31. Il personaggio è apparso in un film omonimo con Shaquille O'Neal nel 1997 e nella serie televisiva Superman & Lois nel 2021. La Simonson è stata una dei tanti artisti che hanno contribuito al one-shotSuperman: The Wedding Album nel 1996 in cui il titolare dell'albo ha sposato Lois Lane.
Nel 1999, la Simonson tornò alla Marvel per scrivere una serie di Warlock, incentrata su un personaggio della sua precedente gestione di New Mutants. Nello stesso anno, scrisse una miniserie, Galactus the Devourer, in cui Galactus morì temporaneamente. Nel 2005, sceneggiò storie sul personaggio di Magnus per l'editore Ibooks, Inc. Nel 2007, Simonson scisse un one-shot su Magik dei Nuovi Mutanti, parte di un evento di quattro numeri noto come Mystic Arcana. Nel 2009, scrisse due numeri di Marvel Adventures con Thor. L'anno successivo, lavorò sulla miniserie in cinque parti X-Factor Forever e si riunì a June Brigman per una nuova storia di Power Pack in Girl Comics #3. La Simonson ha anche co-scritto il fumetto World of Warcraft, basato sul gioco online multimilionario, per WildStorm, e una storia manga, basata sull'universo di Warcraft, per Tokyopop. Nel 2011, DC assoldò Louise Simonson per scrivere DC Retroactive: Superman - The '90s, disegnato dal suo collaboratore di Man of Steel Jon Bogdanove.
Simonson ha scritto il capitolo "Five Minutes" in Action Comics #1000 (giugno 2018) e un webcomic in dodici parti legato al film d'animazione La morte di Superman. Nel 2019, ha contribuito con due storie a DC Primal Age #1 e ha collaborato di nuovo con June Brigman per il Power Pack one-shot: Grow Up. Nel 2020 ha scritto l'adattamento a fumetti del romanzo di Leigh Bardugo Wonder Woman: Warbringer e un tie-in a fumetti del film Wonder Woman 1984 .

#### Romanziera/saggista
Dal 1993 al 2009, la Simonson scrisse cinque libri illustrati e undici romanzi per giovani lettori, molti dei quali hanno come protagonisti personaggi della DC Comics. Due romanzi, Justice League: The Gauntlet e Justice League: Wild at Heart, pubblicati da Bantam Books, erano basati sul cartone animato Justice League. Ha scritto un romanzo per adulti su Batman e il saggio DC Comics Covergirls.

## Riconoscimenti
- Premio Aquila per Power Pack (1985)
- Comics Buyer's Guide Award per La morte di Superman (1992)
- Inkpot Award per l'eccezionale risultato nelle arti del fumetto (1992)[32]

## Opere

### Capstone Publishers
- Far Out Fairy Tales: Snow White and the Seven Robots OGN (2015)

### Dark Horse Comics
- Star Wars: River of Chaos #1–4 (1995)

### DC Comics
- Action Comics #701, 1000, Annual #6 (1994, 2018)
- Adventures of Superman #500, 568–569, 571, Annual #3 (1993–1999)
- Convergence Superman: Man of Steel #1–2 (2015)
- DC Primal Age #1 (2019)
- DC Retroactive: Superman - The '90s #1 (2011)
- The Death of Superman #1–12 (webcomic) (2018)
- Detective Comics #635–637, Annual #4 (1991)
- Doomsday Annual #1 (1995)
- New Titans #87, 94–96, Annual #10 (1992–1994)
- Showcase '96 #2 (1996)
- Steel #1–3 5–16, 21–27, 29–31, #0, Annual #2 (1994–1996)
- Supergirl/Lex Luthor Special #1 (1993)
- Superman 3-D #1 (1998)
- Superman Forever #1 (1998)
- Superman Red/Superman Blue #1 (1998)
- Superman: Save the Planet #1 (1998)
- Superman: The Man of Steel #1–56, 59–83, 86, #0, Annual #2, 4, 6 (1991–1999)
- Superman: The Man of Tomorrow #11–14 (1998–1999)
- Superman: The Wedding Album #1 (1996)
- Wonder Woman #600 (2010)
- Wonder Woman 1984 #1 (with Anna Obropta) (2020)
- Wonder Woman: Warbinger GN (2020)
- World of Warcraft #15–25 (2009–2010)

### Ibooks
- Magnus, Robot Fighter #1 (2005)

### IDW
- Rocketeer Adventures #4 (2012)
- Super Secret Crisis War #1–6 (2014)
- Super Secret Crisis War! Codename: Kids Next Door one-shot (2014)
- Super Secret Crisis War! Cow and Chicken one-shot (2014)
- Super Secret Crisis War! Foster's Home for Imaginary Friends one-shot (2014)
- Super Secret Crisis War! The Grim Adventures of Billy and Mandy one-shot (2014)
- Super Secret Crisis War! Johnny Bravo one-shot (2014)

### Image
- Gen13 Bootleg #4 (1997)
- Wildstorm! #1 (with Walt Simonson) (1995)

### Marvel Comics
- Adventures in Reading Starring the Amazing Spider-Man #1 (promo) (1990)
- Amazing High Adventure #1 (1984)
- The Amazing Spider-Man Annual #19 (1985)
- Avengers Origins #1 (promo) (2015)
- Captain America Meets the Asthma Monster #1 (promo) (1988)
- Chaos War: X-Men #1 (2011)
- Fantastic Four #645 (2015)
- Fantastic Four Annual 2000 #1 (2000)
- Galactus: The Devourer #1–6 (1999–2000)
- Girl Comics #3 (2010)
- Havok and Wolverine: Meltdown #1–4 (1989)
- Heroes for Hope Starring the X-Men #1 (1985)
- Iron Age #3 (2011)
- Life of Christ: The Christmas Story #1–2 (1993–1994)
- Marvel Adventures: Super Heroes #7, 11 (2009)
- Marvel Super Special #38 (1985)
- Marvel Team-Up #149–150, Annual #7 (1984–1985)
- Mystic Arcana: Magik #1 (2007)
- New Mutants #55–80, 82–91, 93–97, Annual #4–6 (1987–1991)
- Power Pack #1–20, 22–33, 35, 37, 39–41, Holiday Special #1 (1984–1988, 1992)
- Power Pack: Grow Up #1 (2019)
- Red Sonja #8–13 (1985–1986)
- Sensational She-Hulk #29–30 (1991)
- Spellbound #1–6 (1988)
- Spider-Man and Power Pack #1 (promo) (1984)
- Starriors #1–4 (1984–1985)
- Warlock #1–9 (1999–2000)
- Web of Spider-Man #1–3 (1985)
- X-Factor #6–64, Annual #3, 5 (1986–1991)
- X-Factor Forever #1–5 (2010)
- X-Men: Black Sun #4 (2000)
- X-Men: Gold #1 (2014)
- X-Terminators #1–4 (1988–1989)

### Tokyopop
- Warcraft Legends #5 (2009)

### Valiant
- Faith #5–6 (2016)

### Virtual Comics
- The 6 #2–3 (1996)

### Warren Publishing
- Creepy #101 (1978)
- Eerie #81 (with David Michelinie), #99 (1977–1979)

### Welsh Publishing Group
- Superman & Batman Magazine #5 (1994)